# Uraba lugens
Uraba lugens är en fjärilsart som beskrevs av Walker 1863. Uraba lugens ingår i släktet Uraba och familjen trågspinnare. Inga underarter finns listade i Catalogue of Life.
Uraba lugens larvstadium har en egenhet som har givit den det engelska smeknamnet mad hatterpillar, ungefär ’galne hattmakarlarven’ (efter Hattmakaren från Alice i Underlandet). Varje gång larven ömsar exoskelett sitter huvuddelen kvar på det nya exoskelettet. Efter hand växer en hög pyramidformad "hatt" fram.

## Bildgalleri

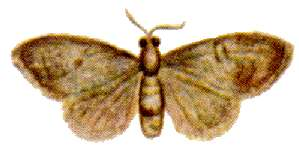
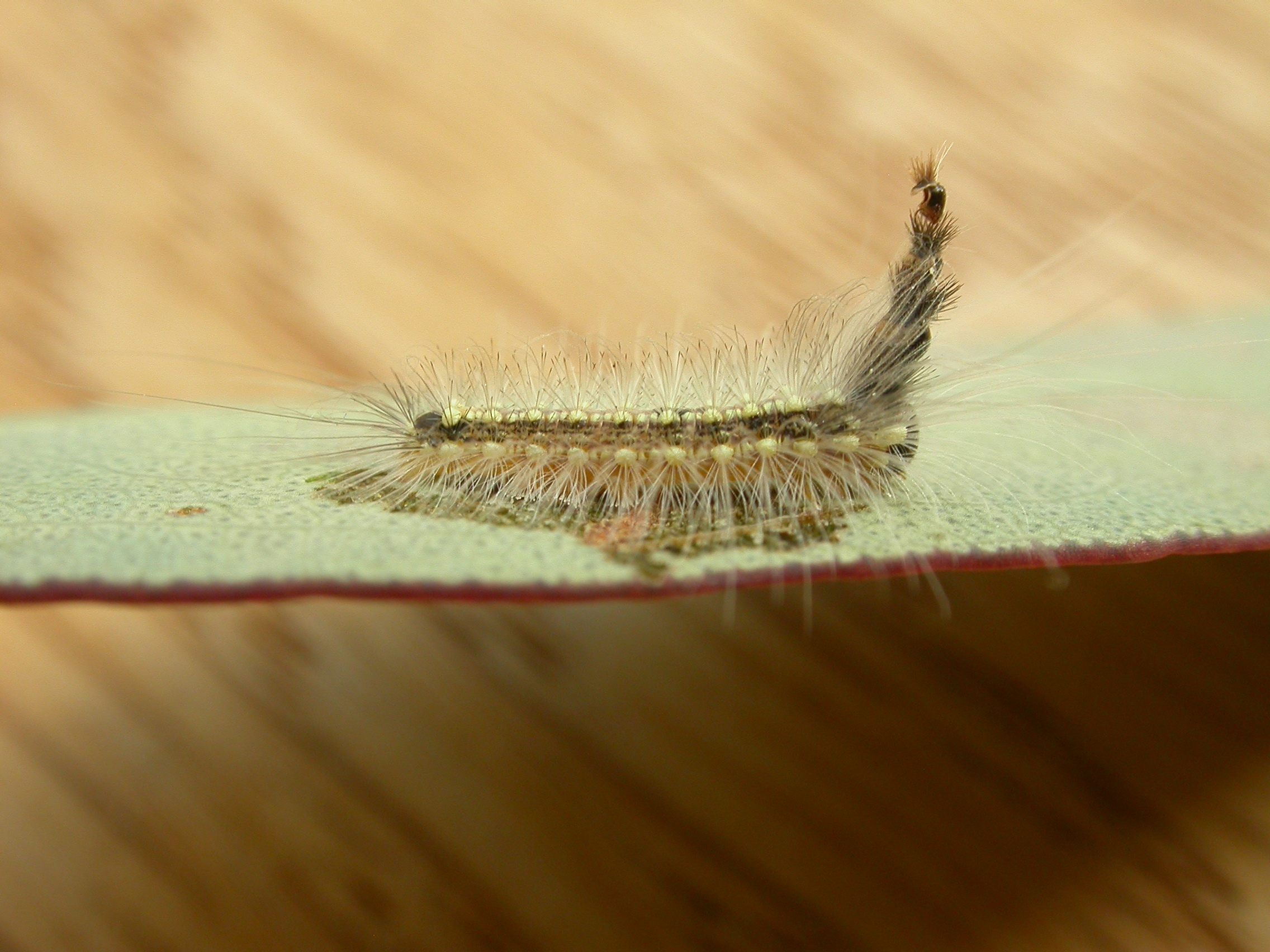